# Fritz Hommel
Fritz Hommel (Ansbach, 31 luglio 1854 – Monaco di Baviera, 17 aprile 1936) è stato un orientalista tedesco.
Studiò nell'Università di Lipsia e si laureò nel 1877 nell'Università di Monaco, dove divenne nel 1885 professore straordinario (e poi ordinario) di Lingue semitiche. 
Oltre a questioni più strettamente linguistiche, s'interessò anche di Vicino Oriente antico (specialmente delle civiltà dell'Arabia meridionale) e di cultura, anche materiale, dell'antico Egitto.

## Opere scelte
- Die äthiopische Übersetzung des Physiologus (1877)
- Die Namen der Säugetiere bei den südsemitischen Völkern (1879)
- Zwei Jagdinschriften Asurbanipals (1879)
- Die semitischen Völker und Sprachen. Bd. 1 (1883)
- Die älteste arabische Baarlam-Version (1887)
- Abriß der Geschichte des alten Orients (1887)
- Geschichte Babyloniens und Assyriens (1885)
- Der babylonische Ursprung der ägyptischen Kultur (1892)
- Aufsätze und Abhandlungen arabistisch-semitologischen Inhalts Bd. I-III (1892-1901)
- Südarabische Chrestomathie (1893)
- Sumerische Lesestücke (1894)
- Geschichte des alten Morgenlandes (1904)
- Die altisraelische Überlieferung in inschriftlicher Beleuchtung (1896)
- Der Gestirndienst der alten Araber und die altisraelische Überlieferung (1900)
- Vier neue arabische Landschaftsnamen im Alten Testament (1901)